# Peter Kirchberg

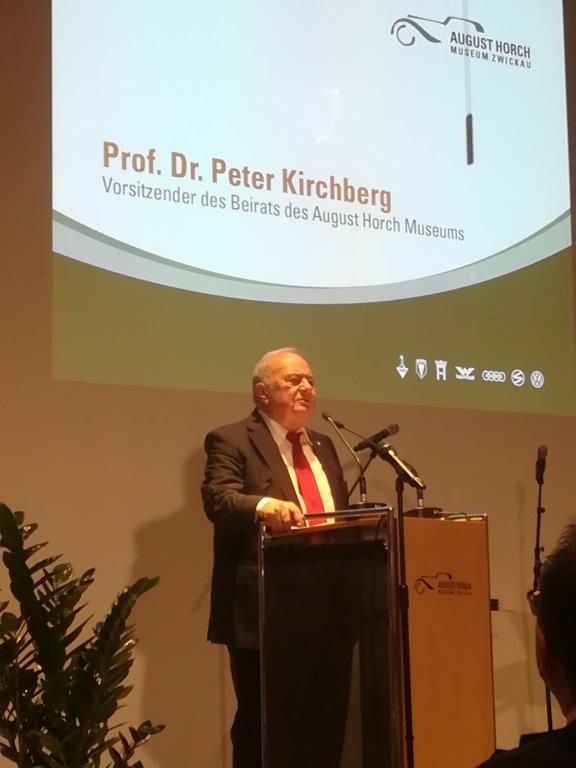
Peter Kirchberg bei einem Vortrag im Horchmuseum Zwickau

Peter Kirchberg (* 25. Juni 1934 in Dresden; † 14. Oktober 2023 in Dresden) war ein deutscher Automobilhistoriker und Hochschullehrer.

## Biografie
Kirchberg war das erste Kind von Hellmuth und Johanna (geb. Bluth) Kirchberg. Nach dem Abitur von 1953 an der Kreuzschule in Dresden studierte er an der Universität Leipzig Geschichte: 1957 schrieb er seine Diplomarbeit zum Thema Sozial- und  Wirtschaftsgeschichte des Spätmittelalters (Hanse).

Im Anschluss schrieb er Artikel für die Sportredaktion des  Sächsisches Tageblattes. Dadurch wurde er mit der Fahrschule Melkus in Dresden bekannt und er wirkte für 18 Monate als Fahrlehrer.
1960 wurde er Assistent am Institut für Geschichte der Technik und Naturwissenschaften an der damaligen Technischen Hochschule Dresden. Erste größere Arbeit war das Exposé für die Gestaltung des Motorradmuseums auf der Augustusburg. Des Weiteren ergab sich eine Mitarbeit an der Restauration technischer Denkmale im Erzgebirge z. B. dem Technischen Museum Frohnauer Hammer in Annaberg-Buchholz. Weiterhin begannen Archivstudien am Staatsarchiv Leipzig und dem Hauptstaatsarchiv Dresden zur DKW-Renngeschichte sowie dem Aktenbestand der Auto Union AG. Damit entstanden erste Kontakte zur Geschichte der Automobilindustrie. Nach Auflösung des Instituts für Geschichte der Technik an der Technische Universität Dresden ab Februar 1963 begann er nochmal als Nachrichtenredakteur beim Sächsischen Tageblatt.
Die umfangreichen Literaturstudien in den Archiven führten zu ersten kleinen Veröffentlichungen über Vor- und Anfangsgeschichte des Kraftfahrzeugs und als externer Doktorand 1964 zur Promotion über die Geschichte der Auto Union AG Chemnitz. Betreut wurde diese Arbeit von Elfriede Rehbein, Direktorin des Verkehrsmuseum Dresden und Leiterin des Instituts für Verkehrsgeschichte an der Hochschule für Verkehrswesen Friedrich List (HfV). Dort bekam er im gleichen Jahr eine Tätigkeit als Oberassistent auf dem Gebiet des Kraft- und Luftverkehrs. 1978 hat er die Habilitation mit dem Thema Entwicklung von Technik und Technologie in der deutschen Kraftfahrzeugindustrie von den Anfängen bis 1929 erfolgreich beendet. Er wurde 1980 zum Dozent für Wirtschafts- und Verkehrsgeschichte an der gleichen Hochschule berufen. Veranlasst durch seine Veröffentlichungen zur Geschichte der Auto Union AG und ihrer Vorgängerunternehmen erhielt er über die Hochschule Aufträge der Volkswagen AG Wolfsburg über technisch-historische Studien zu den Wurzeln des Konzerns. Es waren drei große Studien zur Entwicklung der DKW-Kraftfahrzeuge, der Entwicklung der Audi-Kraftfahrzeuge und des Motorsports der Auto Union AG. Diese erfolgreiche Zusammenarbeit ebnete ihm später den Weg zur Audi AG nach Ingolstadt.
1990 wurde Kirchberg zum Professor für Technik- und Verkehrsgeschichte an der Hochschule für Verkehrswesen in Dresden berufen und er war Prorektor für Lehre und Studierende bis zu deren Schließung dieser Hochschule (1992). 
Er gründete nun ein eigenes Forschungsbüro für Technik- und Verkehrsgeschichte. Durch die engen Kontakte zur Audi AG wurde er Berater für Traditionspflege und Unternehmensgeschichte in Ingolstadt. Daraus resultierten zahlreiche Forschungsprojekte, Mitarbeit am Entstehen des Audi museum mobile in Ingolstadt, verantwortliche Mitarbeit am Entstehen und am Museumsexposé des August Horch Museums in Zwickau, Initiator und Leiter der Automobilhistorischen Colloquien an der Westsächsische Hochschule Zwickau und am August Horch Museum. 1997 wurde er Mitbegründer der Automobilhistorische Gesellschaft (AHG), 2002 bis 2015 Präsident des Horch Clubs  und bis zu seinem Tode 2023 Ehrenpräsident.
Kirchberg war seit 1965 mit Juliane Kirchberg verheiratet und hatte mit ihr drei Kinder.

## Autor
Er begann in den 1970er Jahren Bücher zu schreiben. Dem vorausgegangen war 1961 Jahren die Gründung einer Arbeitsgemeinschaft Automobilgeschichte. Mitglieder wurden neben Kirchberg auch Paul Gränz, mit dem er bis zu dessen Tode 1982 drei Bücher schrieb. Außerdem gehörten dazu Rudolf Seidel, Reichsbahnoberrat und technischer Leiter des Verkehrsmuseums Dresden, Rudi Hiller, Gründer des Motorradmuseums auf der Augustusburg und Erich Rulf aus Nordhausen. Ihr Aufgabengebiet war die Erforschung des Fahrzeugbaus auf ostdeutschem Gebiet von den Anfängen bis 1945. So erschien 1975 Ahnen unserer Autos; 1974 Oldtimer von einst, 1978 Klassiker auf vier Rädern.

## Bibliografie
- Kraftfahrzeug und Kraftverkehr. Vom Pferdewagen zum Schwerlastzug (mit Hans-Joachim Lehne), Schönbrunn 1968.
- Ahnen unserer Autos. Berlin 1975, (mit Paul Gränz)
- Oldtimer von einst Berlin 1974, (mit Paul Gränz)
- Klassiker auf 4 Rädern Berlin 1978, (mit Paul Gränz)
- Oldtimer – Autos von einst, Leipzig 1981.
- Plaste, Blech und Planwirtschaft. Die Geschichte des Automobilbaus in der DDR, Zettlitz 2020, ISBN 978-3-00-065425-1.
- Automobilgeschichte in Deutschland. Die Motorisierungswellen bis 1939, Hildesheim 2021, ISBN 3-487-08642-5.
- Grand Prix Report Auto Union 1934 - 1939, Berlin und Stuttgart 1982.
- Autos aus Zwickau, Berlin 1985
- Bildatlas Auto Union.  Eine technik-historische Fotodokumentation, Berlin 1987.
- Dixi, Horch, Trabant & Co, Suderburg 1990
- Horch – Prestige und Perfektion, Suderburg 1994, zweite Auflage 2001
- August Horch. Ich baute Autos. Vorwort und Herausgabe der Autobiografie im Auftrag des August Horch Museums Zwickau, Zwickau 2003
- Plaste, Blech und Planwirtschaft. Die Geschichte des Automobilbaus in der DDR, Berlin 2000, dritte Auflage 2004, 4. Auflage 2020
- Das Rad der Zeit.  Die Geschichte der AUDI AG , (Mitautor) Ingolstadt 1996
- HORCH   Typen-Technik-Modelle, Bielefeld 2006 (gemeinsam mit Jürgen Pönisch)
- Bernd Rosemeyer. Die Schicksalsfahrt, (Herausgeber und Mitautor)   Bielefeld 2008
- Audi Automobile 1909 – 1940   Das Unternehmen –  Die Marke –  Die Autos, (gemeinsam  mit Ralf Hornung) Bielefeld 2009
- Vier Ringe. Die Audi-Geschichte, (Mitautor) Ingolstadt/Bielefeld 2009
- Vom Horch zum Munga. Militärfahrzeuge der Auto Union, (Mitautor)  Bielefeld 2010
- Der Typ 650, Bielefeld 2014
- DKW Hahn, (gemeinsam mit Carl-Horst Hahn) Chemnitz 2016
- Automobilgeschichte in Deutschland, Hildesheim 2021
- Gläser Karosserie Dresden, (Mitautor) Reichenbach 2022

## Ehrungen
- 2009: Ehrung mit dem Goldenen Kolben (bisher einzige Auszeichnung für einen Automobilhistoriker)
- 2022: August Horch Ehrenpreis der IHK Chemnitz, das Netzwerk Automobilzulieferer Sachsen (AMZ), das August Horch Museum Zwickau und der DRH Vermögensverwaltung GmbH für Verdienste und Innovationen rund um den sächsischen Automobilbau
- 2022: Metternich-Büste der Automobilhistorischen Gesellschaft für sein literarisches Lebenswerk
- 2023: Martin-Römer-Ehrenmedaille der Stadt Zwickau